# Тай У-ді (Північна Вей)
Тай У-ді (кит. трад.: 魏太武帝; піньїнь: Tàiwǔdì, 408 — 11 березня 452) — 3-й імператор Північної Вей у 423—452 роках. Храмове ім'я Шицзу.

## Життєпис

### Молоді роки
Походив з роду Тоба. Старший син імператора Мін-юань-ді та імператриці Мі. Народився у 408 році у столиці Пінчен, отримавши ім'я Тао. Про його виховання практично нічого невідомо. У 420 році втратив матір, після цього опинився під опікою панні Ду, колишньої годувальниці. У 422 році батько оголосив Тоба Тао своїм спадкоємцем та надав титул вана (князя) Тайпін. У 423 році після смерті Мін-юань-ді Тоба Тао стає новим володарем під ім'ям Тай У-ді.

### Панування
З самого початку вимушений був вести війну з Жужанським каганатом, але вороги застосовували партизанську тактику, не вступаючи у повноцінну битву з військами Північної Вей. У 425 році зумів укласти мирний договір з Ранньою Сун. Невдовзі після сходження на трон Тай У-ді під впливом свого першого міністра Куй Хао перейшов в даосизм.
У 427 році розпочав військову кампанію проти держави Ся. Протягом напруженої боротьби Тай У-ді завдав поразки імператору Хелянь Чану, захопивши значні землі, зокрема міста Чан'ань та Пубань. Зрештою північновейським військам вдалося захопити ворожу столицю — Тунвань. У 428 році переможено й захоплено у полон сяського імператора Хелянь Чана, після чого продовжено війну проти нового правителя Хелянь Діна. Останній завдав поразки військовикам Тай У-ді, відвоювавши частину володінь. Після цього було укладено мирну угоду, за якою тай У-ді одружився з донькою сяського володаря.
Водночас північні кордони Північної Вей атакували жужани. Війна тривала до 429 року, коли війська на чолі із Тай У-ді перемогли у битві при річці Сушуй жужанські війська на чолі із каганом Датанєм, але внаслідок нерішучих дій самого імператора Датаню вдалося врятуватися. Втім війська Північної Вей дійшли до озера Байкал, річки Чжан'ешуй та гір Яньжаньшань. Після цього 300 тис. жужанів визнали владу Тай У-ді. Крім того, було захоплено 1 млн голів худоби. На зворотньому шляху Тай У-ді переміг державу Гаоцзюй, переселивши тамтешні племена на південь від пустелі Гобі.
У 430 році проти Північної Вей виступив Вень-ді, імператор Ранньої Сун. Водночас Тай У-ді дізнався про союз останнього з державою Ся. За цих обставин атакував землі Ся. До 431 року над ворогом було здобуто рішучу перемогу. Водночас було втрачено місто Лоян, Хуатай і Хулао, які захопили війська Ранньої Сун. Втім імператор Північної Вей продовжив війну проти Ся, що тривала до 433 року, коли останній сяський правитель Хелянь Дін загинув.
У 431 році війська Північної Вей перейшли у наступ проти Ранньої Сун, в результаті рішучих дій повернули усі втрачені міста. Того ж року було припинено війну з Веньді. Разом з тим пропозиція Тай У-ді укласти династичний шлюб між Північною Вей та Ранньою Сун не знайшла підтримки. 431 року було закріплено мир з Уті, каганом жужанів.
У 432 році оголосив старшого сина Тоба хуана спадкоємцем трону. Того ж року розпочав тривалу війну з державою Північна Янь. Восени взяв в облогу Хелун — столицю ворогів. Невдовзі на бік Північної Вей перейшов янський принц Фен Чун. У 433 році розпочалася військова кампанія проти Північної Лян.
У 435 році Тай У-ді оженився на сестрі жужанського кагана Уті. У 436 році жужани розпочали нову війну проти Північної Вей. У відповідь Тай У-ді зібрав величезне військо, але не досяг успіху, оскільки Уті намагався уникнути битви. В результаті харчі завершилися й Тай У-ді повернувся до своїх земель.
У 438 році остаточно переміг Північну Янь та його союзника Когурьо. Того ж року ліквідував орден буддистських ченців. 439 року було підкорено державу Північна Лян. Цим завершено об'єднання північного Китаю під орудою Тай У-ді.
У 440 році імператор Північної Вей розпочав новий наступ на Жужанський каганат, але в цей час каган Уті спробував захопити вейську столицю Пінчен. Проте Чансунь Даошен, губернатор столиці, завдав поразки ворогові у гори Тутуйшань.
У 442 році оголосив державною релігією Північної Вей даосизм. При цьому змінив колір свого прапору на синій. При цьому сам імператор отримав даоські амулети, що стала традицією для наступних володарів Північної Вей.
У 444 році Тай У-ді розпочав нову війну проти жужанів, перемігши їх у битві в долині Лухунь, а потім біля річки Егей, дійшовши до річки Шишуй. Невдовзі каган Уті помер. Того ж року придушив змову проти себе на чолі із Тоба Пі. До 445 року підкорив клан Тогон з племені мужунів. Того ж року було підкорено царство Шаньшань в Таримській оазі (остаточно приєднано у 448 році).
Протягом 445—446 років вимушений був придушувати велике повстання хуннів та різних племен на чолі із Гай У, що охопило сучасну провінцію Шеньсі та сусідні райони. Під час боротьби з повсталими Тай У-ді в Чан'ані зустрів озброєних буддистських ченців. Вважаючи їх прихильниками Гай У імператор наказав усіх перебити. Потім розпочав гоніння на буддистів, видавши відповідний наказ. Втім спадкоємець трону Тоба Хуан сприяв втечі буддистів, проте їх храми і монастирі було знищено. У 446 році приєднано оази в Середній Азії — куча і Карашар.
Протягом 448—449 років вів війну з жужанями, але без успіху. У 450 році в новій військовій кампанії проти жужанів імператор Північної Вей. У вирішальній битві при озері Діфо Тай У-ді легко переміг кагана Тухечженя, який кинув свій обоз й втік у гори. Після цього на тривалий час загроза з боку жужанів була усунута. Протягом 450 року точилися військові конфлікти з Ранньою Сун, але без рішучого успіху з якогось боку. Зрештою 451 року Тай У-ді повернувся до своїх володінь, де досягши ворожої столиці Цзянькан.
У 451 році внаслідок змови впливового євнуха Цзун Ая було страчено близьких слуг спадкоємця трону. В результаті останній (Тоба Хуан) захворів й невдовзі помер. В свою чергу імператор не призначив нового спадкоємця. У 432 році внаслідок нової змови Цзун Ая було вбито самого Тай У-ді. Новим імператором став Тоба Юй під ім'ям Нань Ань-ван.

## Девізи правління
- Шигуан (始光) 424—428
- Шеньцзя (神䴥) 428—431
- Яньхе (延和) 432—434
- Тайянь (太延) 435—440
- Тайпінчженьцзюнь (太平真君) 440—451
- Чженпін (正平) 451—452